# Téléphone
Téléphone va ser una banda de rock francesa formada el 1976 per Jean-Louis Aubert (vocal/guitarra), Louis Bertignac (guitarra/vocal), Corine Marienneau (baix/vocal) i Richard Kolinka (bateria).
El seu primer disc es va publicar el 1977; a finals de la dècada eren considerats entre els millors grups de rock francesos, ja que havien ofert espectacles per a The Rolling Stones a París, Quebec, Estats Units d'Amèrica i Japó. La banda es va trencar el 1986 per motius personals.
Entre les seves cançons més conegudes hi ha "Hygiaphone", "Métro c'est trop", "La bombe humaine", "Argent trop cher", "Ça (C'est vraiment toi)", "Cendrillon", "New York avec toi" "i" Un autre Monde ".

## Discografia

### Àlbums d'estudi
- Téléphone (1977) - Aputas nna, Sur La Route, Dans Ton Lit, Le Vaudou, Téléphomme, Hygiaphone, Métro c'est Trop, Prends Ce Que Tu Veux, Flipper
- Crache Ton Venin (1979) - Crache Ton Venin, Faits Divers, J'suis Vaig partir De Chez Mes Parents, Facile, La Bombe Humaine, J'surts Pas Quoi Faire, Ne Em Regarde Pas / Regarde Moi, Un Peu De Ton Amour, Tu Vas Me Manquer
- Au Cœur De La Nusit (1980) - Au Cœur De La Nuit, Ploum Ploum, Pourquoi N'essaies-Tu Pas ?, Seul, Laisse Tomber, Un Homme + Un Homme, Les Ils Et Les Ons, Argent Trop Cher, Ordinaire, 2000 Nuits, Fleur De Ma Ville, La Laisse, Le Silence
- Duri Límit (1982) - Duri Límit, Ça (C'est Vraiment Toi), Jour Contre Jour, Ex-Robin Des Bois, Le Chat, Serrez, Le Temps, Cendrillon, Juste Un Autre Genre, Ce Soir Est Ce Soir
- Un autre monde (1984) - Les Dunes, New York Avec Toi, Loin De Toi (Un peu trop loin), 66 Heures, Ce Que Je Veux, Le Garçon D'ascenseur, Oublie Ça, T'les Qu'ces Mots, Le Taxi Las, Electric-Cité, Un Autre Monde

### Àlbums en viu
- Le Live (1986) - Au cœur de la nuit, Fait divers, Duri límit, Un peu de ton amour, La bombe humaine, Cendrillon, New York avec toi, Electric Cité, Le Taxi las, Juste un autre genre, Ce que je veux, Argent trop cher, Ça (c'est vraiment toi), Un autre monde, Hygiaphone, Fleur de ma ville
- París 81 (2000) - Crache ton venin, Faits divers, Au cœur de la nuit, Ploum ploum, Fleur de ma ville, Argent trop cher, Ordinaire, La bombe humaine, Laisse Tomber, Seul, Téléphomme, Hygiaphone, Tu vas em manquer, Le Silence